# Parc provincial sauvage de Spatsizi Plateau
Le parc provincial sauvage de Spatsizi Plateau (anglais : Spatsizi Plateau Wilderness Provincial Park) est une zone protégée de 656 785 hectares, située au nord de la province de Colombie-Britannique au Canada. Le classement du parc a été établi le 3 décembre 1975, le parc est géré par l'agence provinciale BC Parks. La plus grande partie du parc est située sur le plateau Spatsizi et il se prolonge par une extension au sud sur une portion des montagnes Skeena.
Le parc est particulièrement renommé pour la présence de grands animaux sauvages et il est, de ce fait, souvent comparé localement au parc national du Serengeti en Tanzanie.

## Situation et description
Du point de vue de sa superficie, c'est le troisième parc de la province après les parcs de Tweedsmuir et de Tatshenshini. Il est longé au nord et à l'est par la Stikine qui le sépare du parc provincial de Stikine River tandis qu'il est bordé à l'ouest par le parc provincial Todagin South Slope.
Des études ont été menées depuis le début des années 1980 pour analyser la possibilité de transformer le parc provincial en parc national du Canada (ainsi que pour d'autres parcs provinciaux de la région). Cependant cette transformation pourrait être difficile compte tenu du potentiel économique important lié aux ressources hydroélectriques et minières locales.

## Faune du parc
Les territoires couverts par le parc de Spatsizi Plateau Wilderness sont particulièrement bien adaptés aux conditions de vie de grandes populations d'animaux sauvages. Il abrite  certaines des espèces animales les plus spectaculaires de Colombie-Britannique, notamment des grands mammifères comme les rennes, les chèvres des montagnes Rocheuses, les mouflons de Dall, les élans, les loups, les ours noirs et bruns...
La chaîne montagneuse Eaglenest Range, située dans la partie ouest du parc, oblige les vents d'ouest plus humides à s'élever, provoquant leur assèchement. De ce fait son versant opposé, face à l'est, n'est recouvert que de faibles épaisseurs de neige, créant un écosystème particulièrement favorable aux rennes. Cette zone abrite la plus grande population de rennes de toute la Colombie-Britannique.
La vallée de la rivière Spatsizi avec ses nombreuses zones humides fournit les plantes aquatiques utiles qui servent de nourriture aux élans.
Le parc abrite plus de 140 espèces d'oiseaux dont le faucon gerfaut, le bruant de Smith et le Pluvier bronzé.
Une zone de 441 km2 au centre du parc autour du lac Gladys a été classée en tant que réserve écologique (Gladys Lake Ecological Reserve), essentiellement pour pouvoir étudier le mouflon de Dall et la chèvre des montagnes Rocheuses dans leur habitat naturel.

## Activités
Aucune route ne dessert l'intérieur du parc. Les accès se font principalement à pied ou en hydravion, la présence de chevaux est réglementée.
La chasse et la pêche sont autorisées dans le parc.
Le parc de Spatsizi Plateau Wilderness bénéficie d'une grande renommée touristique, car il constitue un endroit exceptionnel pour se confronter à la vie sauvage dans des paysages souvent remarquables. C'est un site très prisé pour les randonnées. Cependant le caractère réellement sauvage du parc en fait un endroit souvent exigeant physiquement, voire potentiellement dangereux en fonction de la météo et des activités pratiquées.